# Creu de terme del Prigó
La Creu de terme del Prigó és una creu de terme de la Sénia (Montsià) situada a la plaça del Prigó, davant de l'Ajuntament. Està inclosa a l'Inventari del Patrimoni Arquitectònic de Catalunya.

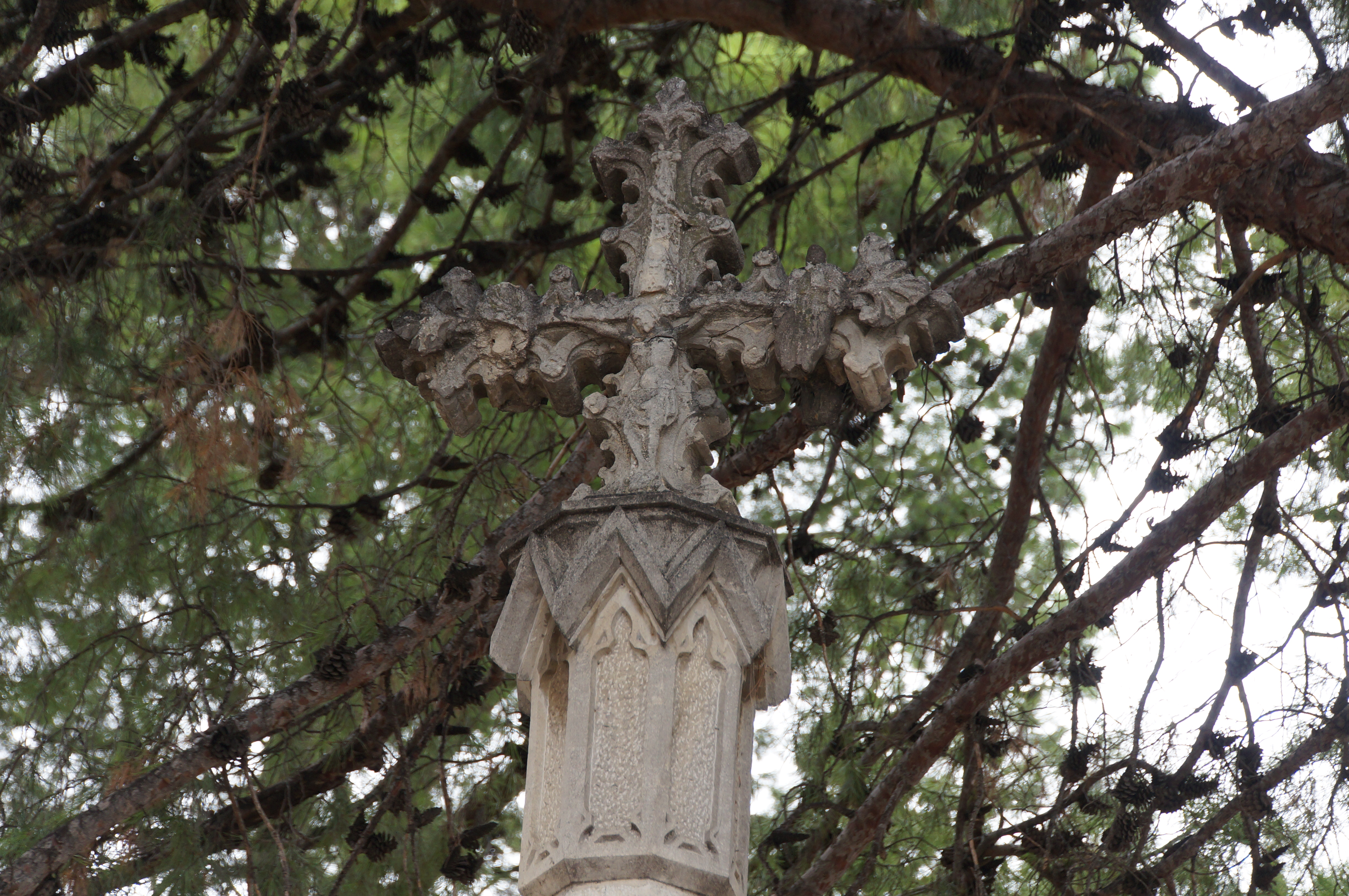
Detall de la creu

## Descripció
Sobre base octogonal (dos esglaons i sòcol), s'alça la pilastra, de secció octogonal, amb decoracions gòtiques a manera de capitell. Sobre aquest es troba la creu totalment esculpida i decorada amb motius ornamentals, sobre els quals destaquen diverses figures, tant pel davant com pel darrere, composicions formades per una figura central (pel davant, el crucificat i pel darrere segurament la Mare de Déu) i dues figures laterals, una enmig de cada braç de la creu. Per l'estat de la pedra sembla que l'única peça originària és la creu. Els altres elements semblen més nous.

## Història
Abans estava a la plaça de Catalunya, antiga entrada del poble, on ara hi ha la font. Rebia el nom de "prigo" perquè la plaça es deia així. Pot ser una deformació de peiró.
El 2021 es va retirar la creu pel seu mal estat i en el seu lloc es va col·locar una rèplica, museïtzant la creu original a l'Ajuntament Vell.